# Cerkiew św. Włodzimierza w Szeptyckim
Cerkiew św. Włodzimierza (ukr. Церква Святого Володимира) – zabytkowa prawosławna cerkiew, mieszcząca się w Szeptyckim na zachodniej Ukrainie, dawniej kościół oo. bernardynów Świętego Ducha

## Historia

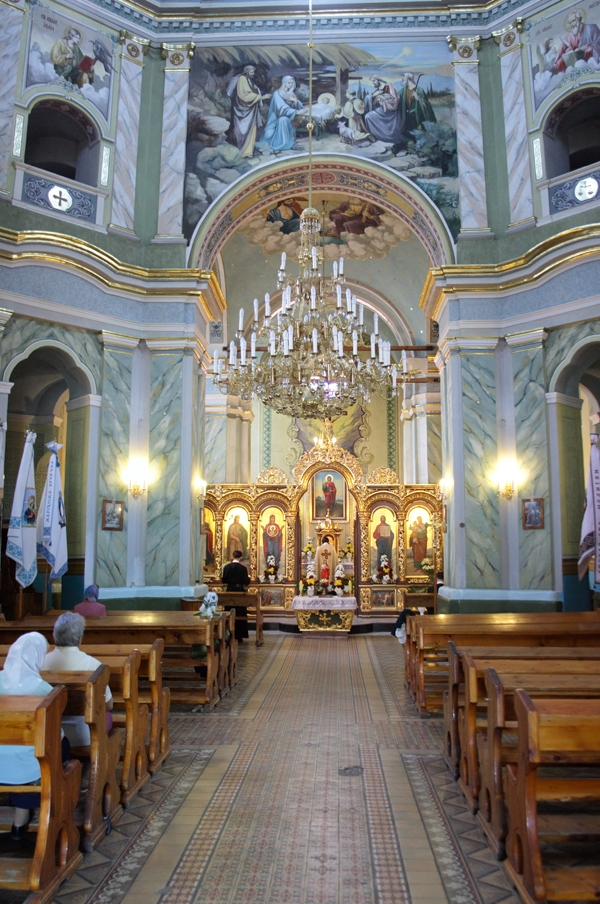
Wnętrze cerkwi (2008)

Kościół oo. bernardynów został ufundowany przez Józefa Felicjana Potockiego w 1703 r. Zbudowany z cegły, na planie krzyża z trójnawowym korpusem, znajduje się w starej części miasta, przy obecnej ul. Bogdana Chmielnickiego 20. 
Kościół  zaprojektowany był w stylu barokowym. Główna fasada ozdobiona jest pilastrami, zwieńczona gzymsem i frontonem o zakrzywionym kształcie. Przy głównym wejściu w XIX wieku został dobudowany mały ganek z trójkątnym przyczółkiem. Południowa fasada kościoła pozbawiona jest dekoracji architektonicznej. Aż do 1990 r. wnętrze kościoła było z XVIII wieku. Większość obrazów przedstawiała sceny z życia św. Bernarda. Obrazy namalowane zostały przez malarza lwowskiego Stanisława Stroińskiego. Ołtarz w kościele był typowy dla epoki baroku, ozdobiony drewnianymi rzeźbami wokół centralnych postaci śś. Bernarda i Franciszka, które były charakterystyczne dla kościoła katolickiego. Ołtarze w kaplicach bocznych zostały wykonane w stylu malarstwa iluzorycznego. Kościół był słynny z relikwii św. Klemensa. Przy kościele działał klasztor oo. bernardynów, w którym żyli mnisi i 10–12 nowicjuszy. Budynki klasztorne z wewnętrznym dziedzińcem przylegają do kościoła od strony północno-wschodniej. Kościół wielokrotnie niszczony był przez pożary. Po wielkim pożarze w 1852 r. malarz kościelny Stanisław Rodecki przywrócił polichromię S. Stroińskiego. Wojny XX wieku nie spowodowały zniszczeń kościoła i klasztoru. Tylko w 1944 r. została uszkodzona kopuła. Po r. 1951, kiedy ten fragment terytorium Polski został przejęty przez ZSRR na podstawie umowy o zmianie granic, kościół był używany do innych celów i powoli chylił się do ruiny. W 1988 r., kiedy obchodzono 1000-lecie chrztu Rusi, decyzją rady miasta budynek został przekazany społeczności prawosławnej. W latach 1988–1989 kościół był remontowany i zmienił się zewnętrznie. Do głównej kopuły dodano cztery mniejsze, które w 2006 r. zostały pomalowane niebieską farbą i ozdobione złotymi gwiazdami.